# King Sunny Adé
King Sunny Adé (Sunday Adeniyi), nacido en 1946, es quizás el músico nigeriano yoruba más popular en el género jùjú. Con su banda, King Sunny Adé and His African Beats, King Sunny Adé se hizo una estrella internacional a mediados de los años 1980, viajando y alcanzando una audiencia significativa en los Estados Unidos, Europa y, por supuesto, África. También es conocido como "Minister of Enjoyment" ("Ministro de Placer"). 
Nacido en una familia nigeriana real en Ondo, Adé dejó la escuela primaria y se centró en la música, carrera que comenzó con los Federal Rhythm Dandies de Moisés Olaiya, una banda de highlife. Dejó el grupo para formar The Green Spots en 1967. Creó una discográfica en 1974. Comenzando con la música jùjú, Adé comenzó a grabar con Mango Records, una subsidiaria de Island Records. Pronto se le consideró como el Bob Marley africano; empezó a dar conciertos por Estados Unidos e importaciones nigerianas (sobre todo copias piratas) de su catálogo comenzaron a inundar el mercado occidental. Island Records, preocupada por las ventas y ante la negativa por parte de Adé a incluir más inglés en su repertorio, decidió cortarle el flujo después de su tercer LP, Aura, en 1984.
Hacia finales de los 80, la estrella de Adé comenzó a declinar y sus álbumes se vendieron menos, aunque él siguiera recogiendo la aclamación de la crítica y su popularidad se extendiera en África. Odu, en 1998, una colección de canciones de música tradicional yoruba, fue nominado a un premio Grammy. Tras todo este tiempo se ha hecho una de las personas más poderosas de Nigeria, controlando múltiples empresas en varias industrias. También ha creado una organización no lucrativa llamada King Sunny Ade Foundation y trabaja con la Musical Copyright Society de Nigeria.
Adé fue el primero en introducir la guitarra de pedal de acero en la música nigeriana, después de hacerse un admirador de la música occidental y americana. Es también conocido por sus pasos de baile y su dominio de guitarra.